# Malacosteus
A Malacosteus a csontos halak (Osteichthyes) főosztályának sugarasúszójú halak (Actinopterygii) osztályába, ezen belül a nagyszájúhal-alakúak (Stomiiformes) rendjébe és a mélytengeri viperahalfélék (Stomiidae) családjába tartozó nem.

## Tudnivalók
A Malacosteus-fajok az összes óceán mélyén megtalálhatók. Ezek a világítószervvel rendelkező halak kis méretűek, fajtól függően csak 19,2-25,6 centiméter hosszúak.

## Rendszerezésük
A nembe az alábbi 2 faj tartozik:
- Malacosteus australis Kenaley, 2007
- Malacosteus niger Ayres, 1848